# Szczupliny
Szczupliny [pronunciación en polaco: /ʂt͡ʂuˈplinɨ/] es un pueblo ubicado en el distrito administrativo de Gmina Rybno, dentro del Condado de Działdowo, Voivodato de Varmia y Masuria, en Polonia del norte. Se encuentra aproximadamente a 7 kilómetros al este de Rybno, a 20 kilómetros al noroeste de Działdowo, y a 55 kilómetros al suroeste de la capital regional Olsztyn.